# Islote Grande
Islote Grande (en portugués: Ilhéu Grande) es una isla parte del grupo de Islotes Secos, en el país africano de Cabo Verde. Se ubica al oeste y representa el mayor islote de la cadena. Es parte administrativamente del municipio de Brava. La isla es una montaña submarina volcánica.
El islote contiene pastizales secos y costas rocosas. Su longitud es de unos 1,5 km de suroeste a noreste y su ancho es de aproximadamente de 600 a 800 m de este a oeste.